# ネプラス
株式会社ネプラス（英: Ne-plus, Inc.）は、競艇マクールなどのメディア・コンテンツ事業を主とする企業である。1980年（昭和55年）に創業。本社は東京都新宿区に所在。メディア・コンテンツ事業の他、映像クリエイティブ事業、DXソリューション事業を手掛ける。代表取締役は虎井省吾。

## 概要

### メディア・コンテンツ事業
SUPER BOAT MAGAZINEマクールを発行し、同名称のウェブメディアを運営している。編集長の渡辺将司はBSフジのボートレース番組「BOAT RACEプレミア 〜ハートビートボート+〜」に解説者として出演している。
- マクール

### 映像クリエイティブ事業
2022年7月よりボートレース徳山とタイアップしたYouTube番組「マクールLIVE!!　徳山」を配信している。
- マクールch

### DXソリューション事業
ボートレース会員向けポイントシステムやLINE配信システム等の企画・開発・運営管理を行っている。